# Rántott Mars szelet

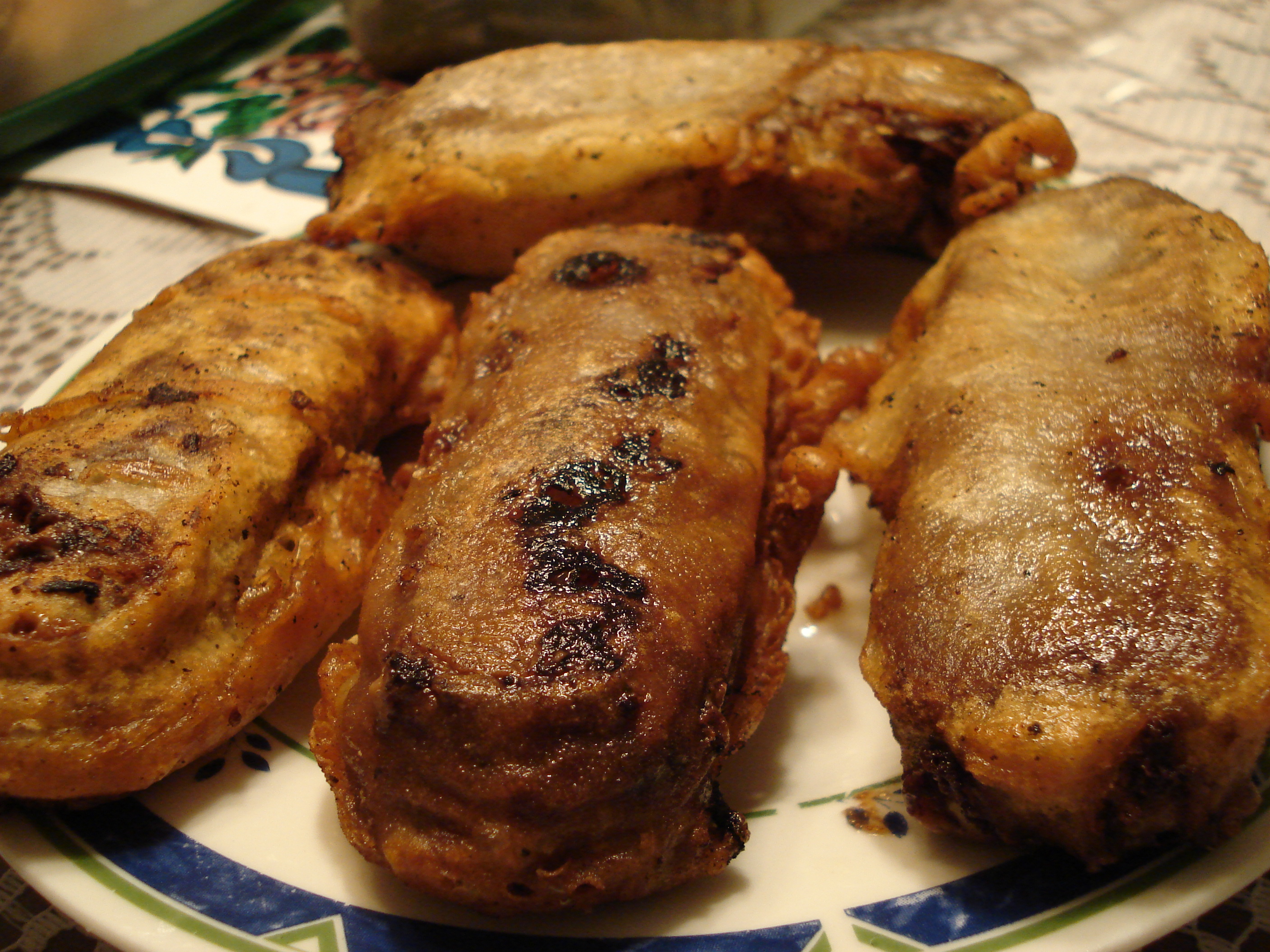
Rántott Mars szelet

A Skóciából eredő ételkülönlegességet, a rántott Mars szeletet palacsintatésztában készítik el, úgy, mint sok más panírozott élelmiszert, például halat vagy kolbászt szokás. A csokoládészeletet panírozás előtt lehűtik, hogy megakadályozzák, hogy a sütőolajban olvadni kezdjen. Viszont ha a Mars szelet nagyon hideg, széteshet a forró olajban. Az új fogás Skócia Fish and Chips árusainál tűnt fel, de sohasem vált a skót konyhaművészet alapvető ételévé. Az étel népszerűsége az 1990-es évek közepétől kezdve növekedett meg, mikortól a média rendszeresen foglalkozott a jelenséggel, részben azért, hogy beszámoljon a skót városokra jellemző, hírhedten egészségtelen étkezési szokásokról. A termék bejegyzését „nem engedélyezte vagy hagyta jóvá” a Mars Inc.

## Története
Az ételt állítólag 1995-ben, az Aberdeenhez közeli, Skócia északkeleti partján fekvő stonehaveni Chip Barban (mai nevén The Carron) találták ki. Először az Aberdeen Evening Express tett említést róla, miután Alastair Dalton újságíró telefonon kapott egy fülest arról, hogy egy stonehaveni Fish and Chips árusnál rántott Mars szeletet kínáltak a helyi gyerekeknek. Az újságcikkben megjelent egy idézet a Mars cég szóvivőjétől, aki azt nyilatkozta, hogy most hallottak először arról, hogy ezt csinálják a termékükkel. Másnap a történetet lehozta a Daily Riport is (az 1995. augusztus 4-i számban), „Marsot kérek vacsira” címmel. A cikkek láncreakciót indítottak el. Másnap skót napilapok, a The Herald és a Scotsman foglalkoztak a témával, egy nappal később pedig már egyéb brit napilapok is, más-más kulturális felhanggal. Öt napra rá Keith Chegwin a The Big Breakfast című tévéműsorban kóstolót tartott, a történetet pedig világszerte ismertté tette a BBC World Service. Ennek hatására a Fish and Chips árusok kínálatába országszerte bekerült az újdonság. Egyetlen, a helyi újsághoz beérkező telefonhívás és egy meglepő történet elég volt ahhoz, hogy csupán néhány nap leforgása alatt a Fish and Chips üzlettulajdonosának és a skót halászvárosban élő gyerekeknek a mókáját globális kulturális és gasztronómiai jelenséggé változtassa.

## Népszerűség
2000-ben, a megkérdezett 300 Fish and Chips árus 22%-a árult rántott Mars szeletet, további 17% pedig korábban árusította. A jelenlegi árusok háromnegyedénél csak az elmúlt három évben lehetett kapni. Átlagosan 60 pennybe kerültek, és a főként a fiatalabbak vásárolták: háromnegyedét gyerekeknek, 15%-át pedig tizenéveseknek adták el. Egy üzletben hetente átlagosan 23 szelet fogyott, 10 helyen azonban hetente 50 és 200 db közötti mennyiséget adtak el. 2012-ben a stonehaveni The Carron 100-150-re becsülte ezt a számot, amelynek 70%-át turisták teszik ki. 2009-ben a rántott Mars szelet a szigetország amatőr főzőversenyén elnyerte az Egyesült Királyság Legjobb Étele címet. A nyertes, Adele McVay, a skót édességet saját változatban készítette el. Szerinte az étel „Nagy-Britannia legjobb vicce”.

## A konyhaművészetre gyakorolt hatása
A rántott Mars szelet 2000-ben felkerült Ross Kendall skót séf Le Chipper nevű párizsi étteremének étlapjára. Az étel hatására más édesipari termékek panírozása is elterjedt, például a Dunsban található Reiver's Fish Bar évente húsvéti különlegességként ajánlja (bár egész évben kapható) a rántott Cadbury töltött csokitojást. Rántott Snickersről is lehet hallani, főleg az USA-ban, ahol ez a márka a népszerűbb. Nigella Lawson a Nigella Bites című könyvében és televíziós műsorában egy rántott Bounty receptet mutatott be, Új-Zélandon pedig a Mars szelet alternatívájaként az ott népszerű, Moro nevű csokiszeletet árulják rántva.